# Canton City
Canton City è un centro abitato (city) degli Stati Uniti d'America, capoluogo della Contea di Pembina nello Stato del Dakota del Nord. Nel censimento del 2000 la popolazione era di 42 abitanti. La città è stata fondata nel 1882.

## Geografia fisica
Secondo i rilevamenti dell'United States Census Bureau, la località di Canton City si estende su una superficie di 0,40 km², tutti occupati da terre.

## Popolazione
Secondo il censimento del 2000, a Canton City vivevano 42 persone, ed erano presenti 18 gruppi familiari. La densità di popolazione era di 111 ab./km². Nel territorio comunale si trovavano 28 unità edificate. Per quanto riguarda la composizione etnica degli abitanti, il 100% era bianco.
Per quanto riguarda la suddivisione della popolazione in fasce d'età, il 16,7% era al di sotto dei 18, il 2,4% fra i 18 e i 24, il 38,1% fra i 25 e i 44, il 23,8% fra i 45 e i 64, mentre infine il 19,0% era al di sopra dei 65 anni di età. L'età media della popolazione era di 41 anni. Per ogni 100 donne residenti vivevano 147,1 maschi.